# Polyhexanid
Polyhexanid oder Polyhexamethylenbiguanid (PHMB) ist ein Antiseptikum zur Wundbehandlung. In Orthopädie und Unfallchirurgie gilt es als das am häufigsten eingesetzte Präparat. Auch wird es bei schlecht heilenden, chronischen Wunden (z. B. Verbrennungswunden 2. Grades) sowie für Lavagen eingesetzt. In der Anwendung als Antiseptikum konkurriert es mit Substanzen wie Povidon-Iod, Wasserstoffperoxid, Chlorhexidin, Ethacridinlactat und Octenidin. Seit einigen Jahren wird Polyhexanid auch in Wundauflagen zur Dekontamination bei kritisch kolonisierten und infizierten Wunden verwendet. Medizinisch eingesetzt wird das Hydrochlorid.

## Allgemeine Verwendung
Polyhexanid ist ferner Bestandteil von Flächendesinfektionsreinigern, Schwimmbadreinigern und Kontaktlinsen-Reinigungsprodukten (beispielsweise in einer Konzentration von 0,0001 – 0,0002 % enthalten). In Kosmetika wird Polyhexanid in zunehmendem Maße als Konservierungsmittel eingesetzt.
Polyhexanid hat ein breites Wirkungsspektrum, u. a. auch gegen den Methicillin-resistenten Staphylococcus aureus (MRSA). Die Wundheilung wird durch Polyhexanid wenig beeinträchtigt. In der Kosmetik- und Lebensmittelindustrie ist der Rohstoff Polyhexanid seit 1959 bekannt und eingeführt. Dort findet er Verwendung zur Reinigung und Desinfektion von Brauereianlagen und als Desinfektions- und Antiflockenmittel für Schwimmbadewasser (kein Chlorgeruch).

## Medizinische Verwendung
1995 wurde Polyhexanid als Konzentrat zur Zubereitung antiseptischer Wundspüllösungen im Gesundheitsmarkt eingeführt. Haupteinsatzgebiet waren zunächst große chirurgische Wunden. Bald wurden die in der Krankenhausapotheke hergestellten Lösungen auch zur Behandlung von infizierten chronischen Wunden eingesetzt. Polyhexanid zeichnet sich gegenüber anderen mikrobioziden Substanzen durch eine besonders große therapeutische Breite aus. Polyhexanid ist geruchlos, farblos und hypoallergen, brennt nicht in der Wunde und verursacht laut aktueller Literatur keine Wundheilungsstörungen. Polyhexanid schädigt und tötet Bakterien bereits in sehr geringen Konzentrationen, indem es sich an die Zellwand von Bakterien bindet. Daher ist die minimale Hemm-Konzentration (MHK) klein. Für Staphylococcus aureus wird die therapeutische Breite mit 25.000 angegeben (zum Vergleich: PVP-Jod 500, Octenidin 3,2 und Chlorhexidin 0,9). Konzentrationsabhängig schafft Polyhexanid so die Voraussetzung, dass die Wundheilung ermöglicht wird (Beseitigung der bakteriellen Besiedelung). Polyhexanid wird weder bei intakter Haut noch bei Anwendung in Wunden resorbiert.
Im Vergleich zu Octenidin und PVP-Jod ist der Wirkeintritt verzögert, sodass bei erforderlicher schneller Wirkung Polyhexanid zurückhaltend eingesetzt wird.

### Indikation
Für folgende Indikationen liegen positive klinische Erfahrungen vor:
- Hüftendoprothesenimplantation: intraoperative Spülung unmittelbar vor Implantationen bei Verzicht auf perioperative Chemoprophylaxe.
- Verbrennung II. Grades: feuchte Abdeckung
- Superinfiziertes Ulcus cruris: feuchte Abdeckung
- Große Weichteilverletzungen: Débridement, Spülung und feuchte Abdeckung
- Infizierte Wunden und Weichteilphlegmone: Spül-Saug-Drainage

Auch für eine Behandlung in der Mundhöhle ist das Mittel in Deutschland zugelassen.
Seit August 2024 ist EU-weit eine Polyhexanidlösung zum Eintropfen in das Auge zur Behandlung der Akanthamöben-Keratitis, einer durch Parasiten verursachten Hornhautentzündung, bei Erwachsenen und Kindern ab 12 Jahren zugelassen.

### Unerwünschte Wirkungen
Polyhexanid beschleunigt, wie auch Octenidin, den Zelltod von Knorpelzellen. Es darf deshalb nicht im inneren des Ohres (Gehörgang, Mittelohr) z. B. in Nähe des Trommelfells angewendet werden. Bei Eingriffen an septischem Knorpelgewebe wird dringend empfohlen, auf dafür geeignete Antiseptika auszuweichen – oder notfalls die Einwirkdauer des Präparates auf den Gelenkknorpel auf weniger als 15 Minuten zu beschränken.

## Sicherheitshinweise
Im Jahr 2011 stufte das Committee for Risk Assessment der Europäischen Chemikalienagentur (ECHA) Polyhexamethylenbiguanid (PHMB, Polyhexanid) als Karzinogen der Stufe 2 ein. Ab einer Konzentration von 1 % müssen Polyhexanid-haltige Produkte mit „Kann Krebs erzeugen (canc. cat. 2)“ gekennzeichnet werden und ab einem Gehalt von 0,1 % muss ein Vermerk im Sicherheitsdatenblatt vorgenommen werden. Nicht kennzeichnungspflichtig sind Medizinprodukte zur direkten Anwendung in oder am Körper und Arzneimittel. In kosmetischen Mitteln ist PHMB bis zu einer Konzentration von maximal 0,1 % zulässig, eine inhalative Exposition muss ausgeschlossen sein.
Seit dem 20. April 2018 ist PHMB – nach einer Entscheidung der Europäischen Kommission – als Biozidprodukt nur noch für die Anwendung zur Desinfektion PT2 (Desinfektionsmittel und Algenbekämpfungsmittel, die nicht für eine direkte Anwendung bei Menschen und Tieren bestimmt sind) und nicht mehr für die Anwendung zum Materialschutz PT9 (Schutzmittel für Fasern, Leder, Gummi und polymerisierte Materialien) zugelassen und wird als Candidate for substitution betrachtet.

## Handelsnamen
- Rohstoff: Cosmocil (D)
- Fertigpräparate zur direkten Anwendung in oder am menschlichen Körper: Akantior Augentropfen (EU), Decontaman (D), DracoFoam Infekt (D), Hemosept (D), Lavanid (D), Lavasept (D, CH), pharmaCUR (D), Prontoderm (D), ProntoMan (D), Prontomed (D), ProntoLind (D), Prontosan (D, B), Serasept (D), Suprasorb X+PHMB (D) und Suprasorb P+PHMB (D).
- Fertigpräparate für Tiere: Lavapirox Fluid (D, CH), ProntoCare-Vet (D), Rebosan (D)

## Externe Links zu erwähnten Verbindungen
1. ↑  Externe Identifikatoren von bzw. Datenbank-Links zu 1,6-Bis(cyano-guanidino)hexan:  CAS-Nr.: 15894-70-9, EG-Nr.: 240-032-4, ECHA-InfoCard: 100.036.378, GESTIS: 129316, PubChem: 85172, ChemSpider: 76812, Wikidata: Q27293796.